# Вісник агентства міського розвитку
«Вісник агентства міського розвитку» — інформаційний бюлетень Тернопільського агентства міського розвитку — аналітично-консультаційної організації, заснованої у місті Тернопіль в липні 1997 року.
Двомісячник заснований 1998 року. Вийшло 9 випусків.
Редактори — С. Хлєбас (1998 р.), Володимир Ханас (1999—2000 рр.).
Організація реалізувала понад 20 проектів, провела більше 10 досліджень на різноманітні теми щодо соціально-економічного розвитку регіону. З ініціативи агентства вперше в Україні створено коаліцію неурядових організацій — об'єднань громадських організацій.